# 小野道風

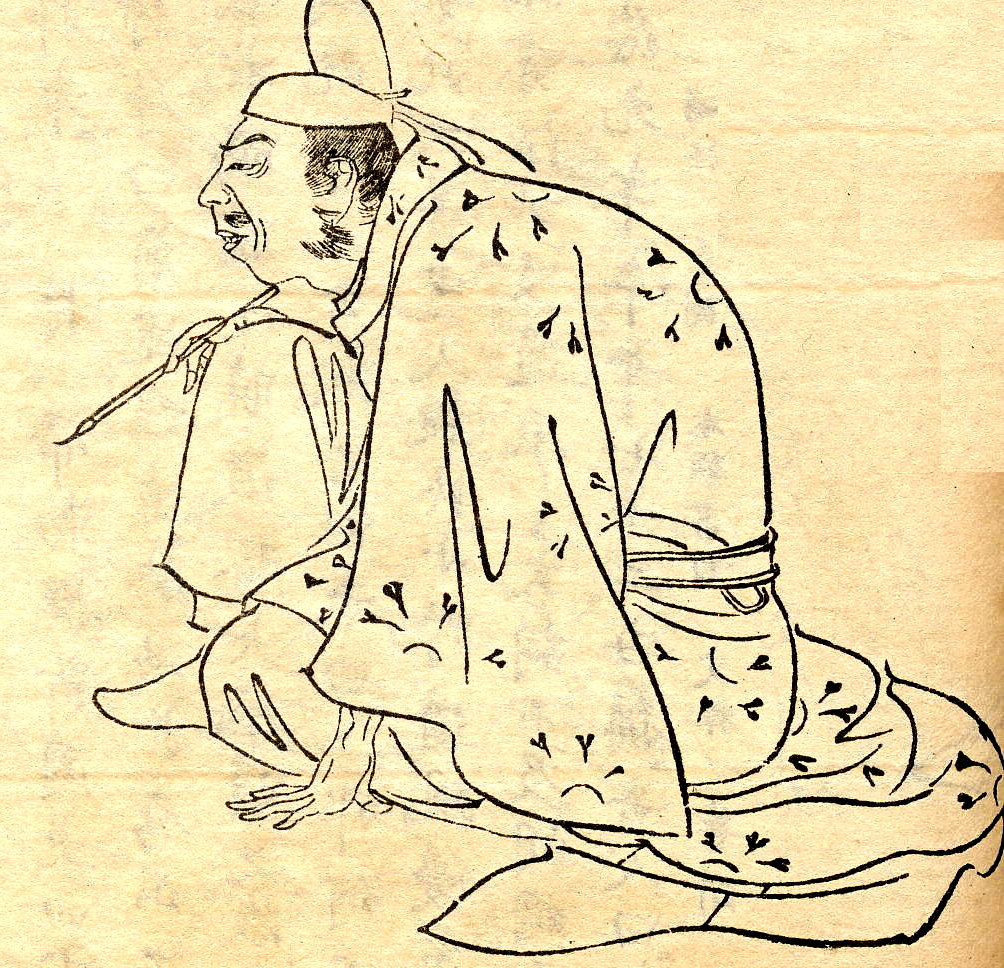
小野道風（菊池容齋・畫、明治時代）

小野道風（寬平6年 - 康保3年12月27日、894年—967年2月9日）是平安時代的貴族・書法家。参議・小野篁之孫，大宰大弐・小野葛絃之子。討伐藤原純友有功的公卿・小野好古之弟。官位是正四位下・內藏頭。「三跡」之一人。

## 概要
尾張國春日部郡松河戶（現在的愛知縣春日井市松河戶町）出身。平安時代前期，10世紀的書法家，擺脫中國書風，為和樣書道建立基礎之人。日後，和藤原佐理、藤原行成合稱「三跡」。

## 官歷
※ 日期＝舊曆
- 920年（延喜20年）- 非藏人補任。允許昇殿。
- 921年（延喜21年）- 右兵衛少尉任官。
- 925年（延長3年）- 少內記遷任。
- 939年（天慶2年）- 內藏權助轉任。官位是從五位下。
- 942年（天慶5年）- 右衛門佐轉任。 4月27日，宇佐使補任。
- 946年（天慶9年）- 從五位上昇叙。
- 947年（天曆元年）- 次侍從補任。
- 957年（天德元年）- 木工頭遷任。
- 958年（天德2年）- 從四位下昇叙。
- 960年（天德4年）- 正四位下昇叙，內藏權頭遷任。
- 966年（康保3年）- 卒去。享年73。官位是正四位下行內藏頭。

## 系譜
- 父：小野葛絃
- 母：不詳
- 妻：不詳
  - 男子：小野奉時
  - 男子：小野長範
  - 男子：小野奉忠
  - 男子：小野奉明
  - 男子：小野公時

## 主要作品

### 真跡
- 三體白氏詩巻 - （國寶） 正木美術館藏

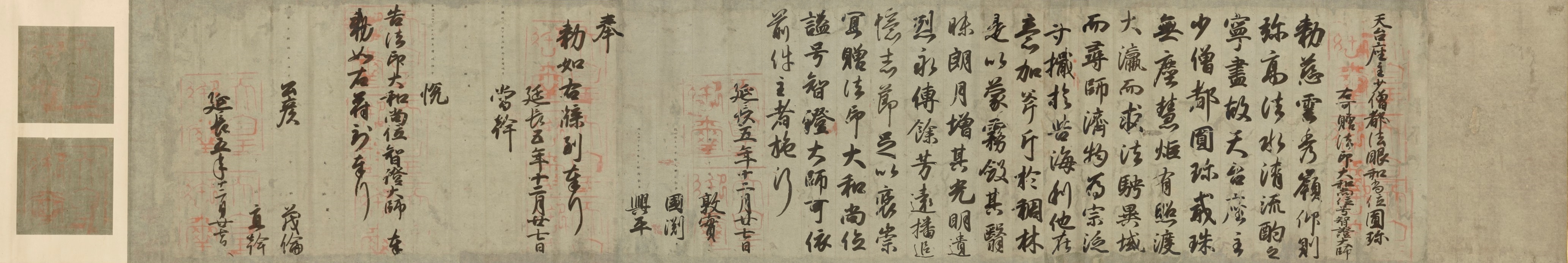
『智証大師諡号勅書』（部分、東京國立博物館藏、國寶）

- 智証大師諡號勅書 - （國寶）東京國立博物館藏
- 屏風土代 - 三之丸尚藏館藏
- 玉泉帖 - 三之丸尚藏館藏
- 絹地切 - 東京國立博物館 他分藏

## 逸話

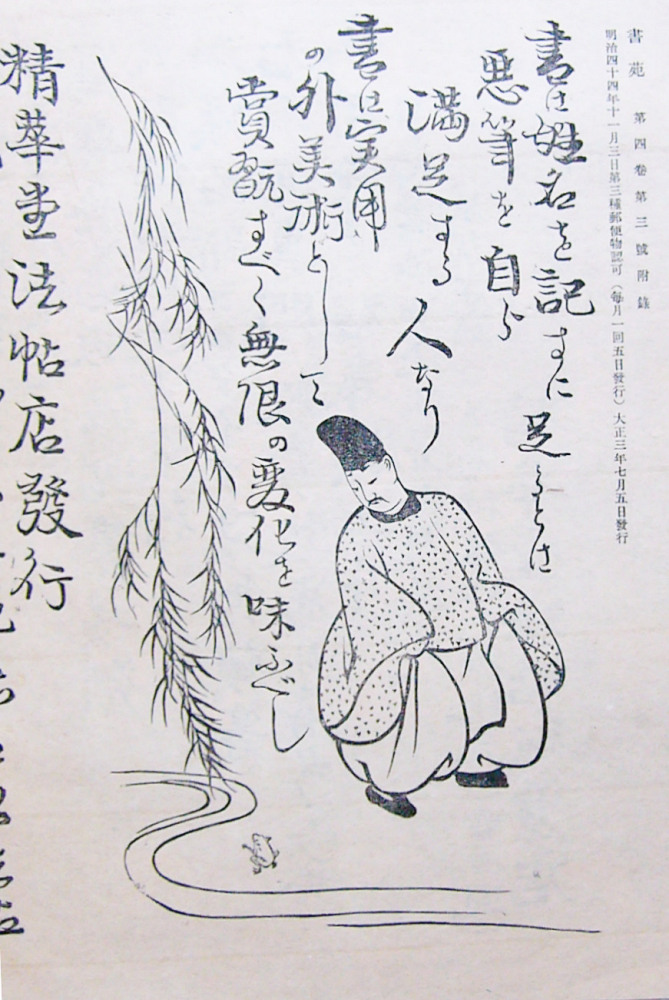
小野道風和蛙

在日本花札裡面，有一張花牌為柳間小野道風，因而讓小野道風這號人物廣為人知。傳說，小野道風曾經有一度覺得自己沒有才能而陷入自我厭惡的狀態，而當時處於低潮的小野道風甚至還認真思考了是否該放棄書法。在某個下雨的日子裡，小野道風出外散步，偶然看見正在努力跳上柳樹的青蛙，經過多次失敗，仍不斷嘗試。正當小野道風覺得「青蛙真是笨，明明不管嘗試多少次都不可能跳上柳樹的。」的時候，一陣強風偶然吹過，吹彎了柳樹，而正讓青蛙湊巧的跳上了柳樹。看見此番情形的小野道風有了「原來自己才是笨蛋哪，青蛙拼命努力的嘗試而能夠在偶然之間之成就自己，但自己卻連這樣程度的努力都沒有。」的醒悟。而後懸樑刺股、奮發向上，成為世人所知的名書法家。此逸話透過江戶時代中期的淨瑠璃『小野道風青柳硯』而廣為人知。第二次世界大戰以前的日本國定教科書也收錄此逸話。

## 關連項目
- 道風記念館
- 小野好古
- 道風神社
- 書道

## 外部連結
- 道風記念館 公式サイト （页面存档备份，存于） - （愛知縣春日井市）